# Premi Unión de Actores al millor actor secundari de teatre
El Premi al millor actor secundari en la seva secció de teatre lliurat per la Unión de Actores y Actrices reconeix la millor interpretació d'un actor secundari dins d'una obra de teatre. Es ve lliurant des de 2002, ja que entre 1991 i 2001 es va lliurar un únic premi al millor interpretació protagonista, sense distingir entre masculina i femenina.

## Guardonats
| Any  | Guanyador            | Obra                                   |
| ---- | -------------------- | -------------------------------------- |
| 2018 | Pepe Viyuela         | El burlador de Sevilla                 |
| 2017 | Manolo Solo          | Smoking Room                           |
| 2016 | Alberto San Juan     | El rey (obra de teatre)                |
| 2015 | Asier Etxeandía      | Velvet                                 |
| 2014 | Jorge Muriel         | Cuando deje de llover                  |
| 2013 | Felipe Andrés        | El fantástico Francis Hardy, curandero |
| 2012 | Alberto Berzal       | Los últimos días de Judas Iscariote    |
| 2012 | Germán Torres        | Iván-Off                               |
| 2011 | Daniel Grao          | La avería                              |
| 2010 | Ginés García Millán  | Glengary Glen Ross                     |
| 2009 | Rafa Castejón        | Don Carlos                             |
| 2008 | Julián Villagrán     | La taberna fantástica                  |
| 2007 | Rafa Castejón        | Los persas                             |
| 2006 | Jorge Calvo          | Así es (si así os parece)              |
| 2005 | Luis Callejo         | Bent                                   |
| 2004 | Juan José Otegui     | El precio                              |
| 2003 | Fernando San Segundo | El burlador de Sevilla                 |
| 2002 | Miguel Hermoso Arnao | La prueba                              |